# Joseph de Montfalcon du Cengle
Pour les articles homonymes, voir Montfalcon (homonymie).
Joseph de Montfalcon du Cengle, né au château de Saint-Offenge-Dessous le 12 février 1732 et mort le 22 septembre 1793 à Moûtiers, est le dernier archevêque de Tarentaise, issu de la famille de Montfalcon.

## Biographie
Joseph de Montfalcon du Cengle est né en février 1732, au château de Saint-Offenge-Dessous. Il est le fils de Claude de Montfalcon, seigneur du Cengle, et d'Anne Gantelet-Vertier de Vulliet de Beaufort.
Il est sacré archevêque de Tarentaise à Turin, le 14 août 1785.
Il s'attache à la formation de son clergé et à la réorganisation du Mont de Piété, la retraite des curés.
Lors de l'occupation de la vallée par les troupes révolutionnaires françaises, il doit fuir à Turin entre le 1er et le 2 mars 1793,. Il rentre dans son diocèse, au mois d'août de la même année, suivant les troupes piémontaises qui ont repris la province de Tarentaise aux révolutionnaires français.
Joseph de Montfalcon du Cengle meurt de maladie le 22 septembre 1793, à son retour à Moûtiers.